# Martina Cole
Martina Cole (ur. w 1959 w Esseksie) – angielska pisarka.
Wydała dwadzieścia sześć powieści o londyńskim świecie przestępczym. Cztery z nich: Dangerous Lady, The Jump, The Runaway i The Take
 doczekały się adaptacji telewizyjnych. Sprzedaż jej książek sięgnęła 3 milionów egzemplarzy. Dziesiąta powieść autorki The Know (wydanie polskie Dziwka) spędziła siedem tygodni na liście bestsellerów The Sunday Times. Jej utwory wyróżnia obecność kobiecych protagonistów i antybohaterów. Ich akcja toczy się w irlandzkiej społeczności Londynu i jego okolic.

## Twórczość
- Dangerous Lady (1992)
- The Ladykiller (1993, wyd. pol. George Rozpruwacz 2005)
- Goodnight Lady (1994)
- The Jump (1995)
- The Runaway (1997)
- Two Women (1999)
- Broken (2000, wyd. pol. Złamani na duchu 2004)
- Faceless (2001, wyd. pol. Bez twarzy 2003)
- Maura's Game (2002, wyd. pol. Rozgrywka Maury 2007)
- The Know (2003, wyd. pol. Dziwka 2006)
- The Graft (2004, wyd. pol. Układ 2006)
- The Take (2005, wyd. pol. Uwikłani 2008)
- Close (2006)
- Faces (2007)
- The Business (2008)
- Hard Girls (2009)
- The Family (2010)
- The Faithless (2011)
- The Life (2012)
- Revenge (2013)
- The Good Life (2014)
- Get Even (2015)
- Betrayal (2016)
- Damaged (2017)
- No Mercy (2018)
- Loyalty (2023)